# Arrate Orueta Olabarria
Arrate Orueta Olabarria (Bilbao, Biscaia, 8 d'agost de 1984) és una exfutbolista i metgessa basca.
Debutà amb catorze anys a la Superlliga espanyola amb el Sondika Kirol Elkartea la temporada 1998-99. Després de la desaparició de l'equip femení, jugà amb el Leioa Kirol Elkartea amb el qual aconseguí l'ascens a la primera divisió la temporada 2001-02. Al final d'aquella temporada el Leioa EFT fou absorbit per l'Athletic Club de Bilbao i formà part del primer equip femení del club de la història. Tanmateix, a causa d'una llarga lesió de genoll, no hi debutà fins al 27 d'abril de 2003, el mateix dia que l'equip basc aconseguí el seu primer títol de Lliga a l'Estadi de San Mamés davant de 35.000 espectadors. Hi jugà durant tretze temporades, aconseguint quatre Lligues (2003, 2004, 2005, 2007) i marcant cinquanta-tres gols en 270 partits. Es retirà esportivament al final de la temporada 2014-15.
Llicenciada en medicina, s'especialitzà en rehabilitació. Treballa a l'Hospital Universitari de Cruces de Barakaldo, on hi va viure de primera mà la pandèmia de COVID-19.